# Одрехівський Володимир Васильович
Володимир Васильович Одрехівський (нар. 14 травня 1955, Львів) — український скульптор, педагог та мистецтвознавець, який досліджує проблеми сучасного мистецтва. Завідувач кафедрою монументально-декоративної скульптури Львівської національної академії мистецтв (2014-2016). Народний художник України. Ректор Львівської національної академії мистецтв у 2016—2021 роках. Кандидат мистецтвознавства. Іноземний член Польської Академії Мистецтв і Наук (пол. Polska Akademia Umiejętności).

## Біографія
Народився 14 травня 1955 року у Львові. Батько — відомий скульптор Василь Павлович Одрехівський (1921—1996). Мати — відома співачка Марія Яківна Байко (1931—2020).
У 1977 році закінчив Львівський державний інститут декоративно-прикладного мистецтва (тепер Львівська національна академія мистецтв). Викладачі — Еммануїл Мисько, Дмитро Крвавич. У 1978 році почав викладати рисунок і скульптуру у Львівському державному інституті декоративно-прикладного мистецтва.
У 1980—1983 роках навчався та закінчив аспірантуру в Ленінградському Вищому художньо-промисловому училищі імені В. Мухіної (нині — Санкт-Петербурзька державна художньо-промислова академія імені О. Л. Штігліца). У 1985 році захистив кандидатську дисертацію у Ленінградському інституті живопису, скульптури й архітектури імені І. Ю.  Рєпіна АМ СРСР (нині — Санкт-Петербурзький державний академічний інститут живопису, скульптури та архітектури імені І. Ю. Рєпіна).
У 1992 році стажувався у Паризькій академії мистецтв (фр. Beaux-arts de Paris — L'école nationale supėrieure).
Член Національної спілки художників України із 1984 року.
На виборах, що відбулися 29 березня 2016 року, в Академії мистецтв у Львові та підрозділах академії у Косові (Косівський державний інститут прикладного та декоративного мистецтва та Косівський коледж прикладного і декоративного мистецтва), Одрехівський Володимир Васильович був обраний ректором Львівської національної академії мистецтв.

## Виставки
Представляв свої твори на понад п'ятдесяти персональних виставках, найзначніші з яких:
- арт-проєкт «Василь Володимир Василь Одрехівський. Скульптура» присвячений 100-літтю від дня народження Василя Одрехівського (1921-1996 рр.), Національний музей у Львові імені А. Шептицького, Україна, 2021;
- Український дім, Київ, 2005;
- Національний музей імені А. Шептицького, Львів, 1996, 2003, 2010, 2012, 2015;
- 5-а і 1-а Мерії Парижу, Франція, 2003 і 2004;
- Виставковий зал, Європарламент, Страсбург, Франція, 2005;
- Зал П'єра Кардена, Париж, Франція, 1992;
- Великих скульптурних салонах у Києві, 2007, 2008, 2009, 2010, 2011, 2012;
- понад двадцяти міжнародних художніх виставках (Франція, Швейцарія);
- понад двадцяти національних і сорока зональних і обласних художніх виставках;
- понад тридцяти художніх салонах у Франції.

## Твори
Працює у ділянках монументальної, декоративної та станкової скульптури. У творчому доробку митця — понад 300 станкових і 50 монументальних творів (монументи, пам'ятники, художньо-меморіальні таблиці, композиції для парків та офісів в Україні, Франції, Греції, Хорватії. Найвідоміші з них:
- 2022 — пам'ятний знак Іванові Франкові «Поет і птах», бронза, камінь, м. Ловран, Хорватія. У співавторстві з Василем Одрехівським (нар. 1989).
- 2021 — меморіальна таблиця Іванові Вакарчуку у Львові.
- 2016 — скульптурна композиція «Привітання життя» присвячена Богдану-Ігорю Антоничу, бронза, граніт, м. Львів, вул. Городоцька.
- 2012 — Пам'ятник блаженному священномученику о. Омелянові Ковчу. Бронза, камінь. Перемишляни, Львівська область, Україна. Скульптор Володимир Одрехівський, архітектори Олександр Ярема, Олександра Лібич, Денис Белюх, Олександр Матушков.
- 2011 — Художньо-меморіальна таблиця Юрію Лебіщаку. Бронза. Опішня, Полтавська область, Україна.
- 2011 — 1-а премія Міжнародного конкурсу на найкращий проект пам'ятника Б.-І. Антоничу у Львові, Україна. Скульптор Володимир Одрехівський, архітектори Олександра Лібич, Денис Белюх, Олександр Матушков.
- 2010 — Пам'ятник Тарасові Шевченку. Бронза, мармур. Афіни, Греція, Скульптори Володимир і Василь Одрехівські, архітектор Михайло Федик.
- 2009 — «Обійми сонця» (бронза, висота 90).[3]
- 2009 — «Медитація» (бронза).[4]
- 2008 — Меморіальний пам'ятник скульптору Василю Одрехівському. Бронза, граніт. Личаківський цвинтар, Львів, Україна.
- 2008 — «Праматір» (бронза, 13×13×32).[5]
- 2007 — Композиція «Сім'я». Бронза, камінь. Віллєн сюр Сен, Паризький регіон, Франція.
- 2004 — Меморіальний пам'ятник Георгію Дзісю. Бронза, граніт. Байкове кладовище, Київ, Україна.
- 2004 — Художньо-меморіальна таблиця Георгію Дзісю. Бронза. Київ, Україна.
- 2003 — Пам'ятник Тарасові Шевченку. Бронза, граніт. Севастополь, Крим, Україна. Скульптори Володимир і Василь Одрехівські, архітектор Георгій Григор'янц.
- 2002 — Декоративна композиція для фонтану «Ореанда». Бронза. Готель «Ореанда», Ялта, Україна.
- 2001 — Паркова композиція «Мрія». Бронза. Пацціо мерії Ляні сюр Марне, Паризький регіон, Франція.
- 1999 — Паркова композиція «Чекання». Бронза. Парк мерії м. Віллєн сюр Сен, Паризький регіон, Франція.
- 1999 — Паркова композиція «Роздуми». Бронза. Парк мерії м. Віллєн сюр Сен, Паризький регіон, Франція.
- 1997 — Композиція «Світла надія». Бронза. Фірма «Groupe Environnement S. A.», Пуассі, Паризький регіон, Франція.
- 1997 — Архітектурно-скульптурний комплекс «Тарас Шевченко». Бронза, граніт. Новий Розділ, Львівська область, Україна. Скульптори Володимир і Василь Одрехівські, архітектор Василь Каменщик.
- 1995 — Монумент «Будителі» (Тарас Шевченко, Іван Франко, Леся Українка). Бронза, камінь. Стрий, Львівська область, Україна.

Скульптори Володимир і Василь Одрехівські, архітектор Володимир Сколоздра.
- 1991 — Художньо-меморіальна таблиця композитору Станіславу Людкевичу. Бронза. Львів, Україна.
- 1989 — Художньо-меморіальна таблиця поету Богданові-Ігореві Антоничу. Бронза. Бортятин, Львівська область, Україна.
- 1989 — «Катерина». Тонований гіпс, 60×30×14.[6]
- 1986 — «Козацька пісня». Тонований гіпс, 62×23×18.[6]
- 1986 — Пам'ятник Іванові Франку «Каменярі». Бронза, мідь. Стрий, Львівська область, Україна. Скульптори Володимир і Василь Одрехівські, архітектор Володимир Блюсюк.
- 1985 — Портрет композитора М. Колесси. Дерево, 70×45×43.[7]
- 1980 — Портрет Заслуженого діяча мистецтв В. Одрехівського. Тонований гіпс, 65×62×46.[8]
- 1976 — М. Колесса. Тонований гіпс, 62×30×38.[9]

Меморіальна таблиця Юрію Лебіщаку на стіні гончарної слави в с. Опішня

## Нагороди
- 2021 — Іноземний член Польської Академії Мистецтв і Наук (пол. Polska Akademia Umiejęności).
- 2009 — Народний художник України;
- 2005 — Лауреат премії імені І. Труша;
- 1999 — Заслужений діяч мистецтв України;
- 1996 — I-й приз за скульптуру (Салон мистецтв, 1996, Буржуа Жалю, Франція);
- 1996 — Срібна медаль (40-ий Міжнародний салон мистецтв, Безьє, Франція).

## Колекції
- Міністерство культури та інформаційної політики України;
- Національний музей імені А. Шептицького у Львові;
- Львівська національна галерея мистецтв імені Бориса Возницького;
- Львівський історичний музей;
- Тернопільський обласний краєзнавчий музей;
- Посольство України у Франції, Париж, Франція;
- Посольство України в Аргентині, Буенос-Айрес, Аргентина;
- Мерія міста Віллєн сюр Сен, Франція;
- Мерія міста Ляні сюр Марне, Франція;
- Галерея «Akhenaton», Труа, Франція;
- Галерея Saint-Rémy, Труа, Франція;
- Галерея Д'Енглескевіль ан Ож, Франція;
- Галерея Франсуаз Болоньїні, Франція;
- Фірма «Groupe Environnement S. A.», Пуассі, Франція.